# 309 هـ
309 هـ هي سنة في التقويم الهجري امتدت مقابلةً في التقويم الميلادي بين سنتي 921 و922.

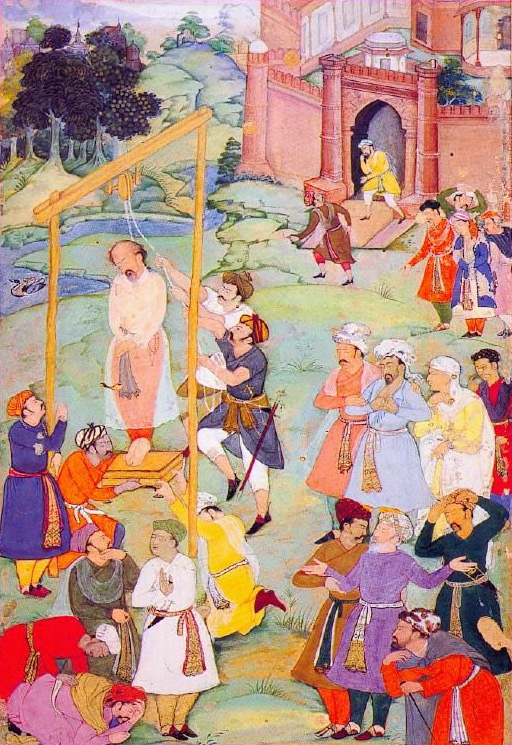
اعدام الحسين بن منصور الحلاج

## وفيات
- أبو العباس بن عطاء
- ابن المرزبان
- الأفشيناج

- قتل حسن بن منصور الحلاج ببغداد